# Lloyd Hartman Elliott
Lloyd Hartman Elliot (21 de mayo de 1918 - 1 de enero de 2013) fue presidente de la Universidad George Washington desde 1965 a 1988. También fue profesor de administración educacional en la Universidad Cornell y Presidente de la Universidad de Maine.

## Carrera
Elliott se formó como profesor de historia en la Universidad Estatal de Glenville y fue director del sistema escolar de Widen, Virginia Occidental desde 1939 a 1942. Obtuvo una maestría de la Universidad de West Virginia. Fue capitán de corbeta en la Reserva Naval de los  EE.UU durante la Segunda Guerra Mundial, y obtuvo un doctorado en administración educativa en la Universidad de Colorado. Se convirtió en superintendente de las escuelas de Boulder, Colorado, en 1947.

## Vida personal
Elliott se crio en el condado de Clay, Virginia Occidental, donde su padre era un maestro de escuela y tenía un criadero. La esposa de Elliott, Evelyn (conocida como Betty), murió en 2009 a los 91 años. Juntos, tuvieron dos hijos, dos nietos y nueve bisnietos. Falleció el 1 de enero de 2013 de acuerdo a una nota publicada por el actual Presidente de la Universidad George Washington, Steven Knapp, a la comunidad de dicha universidad.